# Hoko yari
L'hoko yari (矛槍?) è un'antica forma di lancia giapponese o yari che si dice sia basata su una lancia cinese. L'hoko yari entrò in uso tra il periodo Yayoi e il periodo Heian, probabilmente durante il periodo Nara nell'VIII secolo d.C.

## Aspetto e uso
Si pensava che l'hoko yari fosse una lancia di guardia usata nella difesa di palizzate e cancelli. Una fonte descrive l'hoko yari come montata su un palo di sei shaku (180cm circa) e con una lama di 20cm a forma di foglia o con un bordo ondulato simile al kriss malese. Come il fukuro yari del periodo successivo, la lama di metallo aveva un foro per l'inserimento del palo, piuttosto che un lungo codolo. Hoko yari potrebbe anche avere una seconda punta a forma di falce sporgente e leggermente in avanti su uno o entrambi i lati della lama, a indicare che quest'arma è stata utilizzata principalmente per respingere un nemico.